# Бързи и яростни 9
„Бързи и яростни 9“ (на английски: F9) е американски екшън филм от 2021 година на режисьора Джъстин Лин, по сценарий на Даниел Лейси и Лин. Продължение е на „Бързи и яростни 8“ (The Fate of the Furious) през 2017 г., деветата част, и е десетият пълнометражен филм в поредицата „Бързи и яростни“ (The Fast and the Furious). Във филма участват Вин Дизел, Мишел Родригес, Тайрийз Гибсън, Лудакрис, Джон Сина, Натали Емануел, Джордана Брустър, Сунг Канг, Майкъл Рукър, Хелън Мирън, Кърт Ръсел, Шарлиз Терон и Джейсън Стейтъм. 
С планирането на деветия и десетия филм през 2014 г., Лин е потвърден да режисира „Бързи и яростни 9“ през октомври 2017 г., който се завръща в поредицата, след като за последно режисираше „Бързи и яростни 6“ (Fast & Furious 6) през 2013 г. „Бързи и яростни 9“ е първия филм от поредицата, след „Бързи и яростни: Токио дрифт“ (The Fast and the Furious: Tokyo Drift) през 2006 г., в който сценарият не е на Крис Морган. Актьорския състав беше финализиран с допълнение на Сина през юни 2019 г. и основната фотография започна същия месец и завърши през ноември, заснет в местата Лондон, Лос Анджелис, Тбилиси и Тайланд.
„Бързи и яростни 9“ е оригинално планиран за световно пускане от Universal Pictures през април 2020 г., но е отменен няколко пъти, поради пускането на „Бързи и яростни: Хобс и Шоу“ (Fast & Furious Presents: Hobbs & Shaw) през 2019 г. и планираното пускане на „Смъртта може да почака“ (No Time to Die) през 2021 г. по време на пандемията от COVID-19.

## Актьорски състав
- Вин Дизел – Доминик Торето[6]
  - Вини Бенет – младия Доминик[6]
- Мишел Родригес – Лети Ортиз[6]
- Тайрийз Гибсън – Роман Пиърс[6]
- Лудакрис – Тедж Паркър[6]
- Джон Сина – Джейкъб Торето[6]
  - Фин Кол – младия Джейкъб
- Натали Емануел – Рамси
- Джордана Брустър – Мия Торето
- Сунг Канг – Хан Лу
- Майкъл Рукър – Бъди
- Хелън Мирън – Куини Шоу
- Кърт Ръсел – Господин Никой
- Шарлиз Терон – Чипър
- Джейсън Стейтъм - Декард Шоу